# Distretto di Bueng Samakkhi
Il distretto di Bueng Samakkhi (in thailandese: บึงสามัคคี) è un distretto (amphoe) della Thailandia, situato nella provincia di Kamphaeng Phet.